# Depozitum víry
Nezaměňovat s článkem: Fidei depositum, který se věnuje dokumentu jímž byl vydán Katechismus katolické církve
Depozitum víry či Poklad víry (latinsky depositum fidei nebo fidei depositum) je soubor zjevené pravdy v Písmu svatém a posvátné tradici, který římskokatolická církev předkládá k věření věřícím. Podobný výraz používá i americká episkopální církev pro svou vlastní víru.

## Katolické použití
„Posvátný poklad“ víry (depositum fidei) označuje učení katolické církve, o němž se věří, že bylo předáno od dob apoštolů – konkrétně Písmo svaté a posvátná tradice. Svatý Pavel používá řecké slovo paratheke („vklad“) v 1Tm 6, 20 (Kral, ČEP): „Timoteji, střež, co ti bylo svěřeno“; a znovu ve 2Tm 1, 14 (Kral, ČEP): „Střež tuto bohatou důvěru s pomocí Ducha svatého, který v nás přebývá“.
Podle Dei Verbum „posvátná tradice a Písmo svaté tvoří jednu posvátnou zásobu Božího slova, svěřenou církvi [...] obě, vyvěrající z téhož božského pramene, se určitým způsobem spojují v jednotu a směřují k témuž cíli“.
Jsou vykládány a předávány prostřednictvím magisteria, učitelského úřadu katolické církve, který je svěřen papeži a biskupům ve společenství s ním. U příležitosti vydání Katechismu katolické církve vydal papež Jan Pavel II. apoštolskou konstituci Fidei depositum, v níž uvedl: „Střežení pokladu víry je posláním, které Pán svěřil své církvi a které ona plní v každé době.“
Podle katolické teologie skončilo Boží zjevení smrtí posledního apoštola Jana. Rozvoj nauky toto zjevení nedoplňuje, ani nerozšiřuje depozit víry, ale zvyšuje jeho pochopení, uvádí Katechismus katolické církve: „I když je Zjevení již úplné, nebylo plně objasněno; křesťanské víře zbývá, aby v průběhu staletí postupně pochopila jeho plný význam“.

## Episkopální církev v USA
V episkopální církvi se „vklad víry“ vztahuje na „spásné zjevení Krista, které bylo dáno církvi, zejména jak je známo z biblického svědectví a tradice“.